# Município de Elk Park (condado de Avery, Carolina do Norte)
O município de Elk Park (em inglês: Elk Park Township) é um localização localizado no  condado de Avery no estado estadounidense da Carolina do Norte. No ano 2010 tinha uma população de 1.227 habitantes.

## Geografia
O município de Elk Park encontra-se localizado nas coordenadas 36° 10′ 41,34″ N, 81° 58′ 49,37″ O.